# ريديك (فلم)
ريديك (بالإنجليزية: Riddick) هو فيلم حركة أُصدر في المملكة المتحدة والولايات المتحدة سنة 2013. الفيلم من إخراج دافيد توهي، بطولة فين ديزل، جوردي مولا وكارل أوربان.

## طاقم التمثيل
- فين ديزل
- جوردي مولا
- كارل أوربان
- ديف باتيستا
- كارل أوربان
- كيري هيلسون

## القصة
تدور أحداث الفيلم حين تم خيانة ريديك (فان ديزل)، وتركه على كوكب مهجور ليموت، ومحاربته من أجل البقاء ضد الحيوانات المفترسة الغريبة، ليصبح أكثر خطورة من أي وقت مضي. يبدأ ريديك للتخطيط للانتقام من أعدائه بعد أن علم بمحاولتهم لدمار كوكبه، فيجتهد لمحاربتهم لإنقاذ كوكبه قبل العودة إلى دياره.

## الميزانية والإيرادات
بلغت تكلفة إنتاج الفيلم حوالي 38 مليون دولار بينما حقق أرباحاً تقدر بـ 93,628,894 دولار.

## وصلات خارجية
- Official website
- مقالات تستعمل روابط فنية بلا صلة مع ويكي بيانات